# Julia Schramm
Julia Ulrike Schramm (Fráncfort del Meno, 30 de septiembre de 1985) es una escritora, politóloga y política alemana, antiguo miembro del Partido Pirata de Alemania. Entre abril y octubre de 2012 fue vocal de la comisión ejecutiva federal de dicho partido. En enero de 2016 publicó una declaración junto con otros 35 exmiembros de la formación donde anunciaba su compromiso con el Die Linke (Partido de Izquierda).

## Biografía
Se crio en Hennef. Entre 2005 y 2010 estudió ciencia política, americanismo y derecho en la Universidad de Bonn. Mientras tanto trabajó como ayudante estudiantil en la universidad y en la Casa de la Historia de la República Federal Alemana. Al finalizar sus estudios se desempeñó como auxiliar científico en el instituto Recht als Kultur de la Universidad de Bonn. En 2011 se trasladó a Berlín. Trabaja como redactora y conferenciante para la Fundación Amadeu Antonio.
El 27 de julio de 2012 se casó en la Cámara de Diputados de Berlín con el miembro del Partido Pirata Fabio Reinhardt. Su anuncio de la boda en Twitter fue criticado por sus compañeros de partido al considerar el matrimonio como algo retrógrado.
Junto a Johannes Finke, Yvonne Geef y Elina Lukijanova gestiona el proyecto poético ChelseaLyrik y desde enero de 2015 un blog sobre Angela Merkel.
En septiembre de 2012 publicó su primer libro,  Klick mich. Bekenntnisse einer Internet-Exhibitionistin,  de la editorial Albrecht Knaus Verlag, que recibió tanto elogios como críticas muy duras. En marzo de 2016 publicó Fifty Shades of Merkel.

## Trayectoria política
En 2005 se incorporó al partido de los Jóvenes Liberales. En 2009 realizó una práctica en el Partido Democrático Libre en la oficina de Gerhard Papke, donde sus expectativas se vieron defraudadas. En el año 2009 ingresó en el Partido Pirata. Entre 2009 y 2011 trabajó para el partido en Bonn y se presentó a las elecciones estatales de Renania del Norte-Westfalia de 2010 en la circunscripción de Bonn II como candidata, donde obtuvo el 2,1% de los votos. En 2011 se cambió a la sección del partido de Berlín. En el año 2012 fue elegida vocal del partido.
El 26 de octubre de ese mismo año dimitió de su cargo el 2 de marzo de 2014 abandonó el partido. En enero de 2016 publicó un comunicado junto con Anne Helm, Martin Delius y otros 33 antiguos miembros del Partido Pirata de apoyo al partido Die Linke de Berlín.

## Obras
- Klick mich. Bekenntnisse einer Internet-Exhibitionistin (2012)
- Fifty Shades of Merkel (2016)